# Бозмен (Монтана)
Бозмен (англ. Bozeman) — місто (англ. city) в США, в окрузі Ґаллатін штату Монтана. Населення — 53 293 особи (2020).
Місто названо на честь Джона Бозмена, засновника Бозменського тракту.

## Географія
Бозмен розташований за координатами 45°40′59″ пн. ш. 111°3′14″ зх. д. / 45.68306° пн. ш. 111.05389° зх. д. (45.683155, -111.053784).  За даними Бюро перепису населення США в 2010 році місто мало площу 49,59 км², з яких 49,52 км² — суходіл та 0,07 км² — водойми. В 2017 році площа становила 52,10 км², з яких 51,97 км² — суходіл та 0,13 км² — водойми. Місто Бозмен розташоване на висоті 1461 метр над рівнем моря.

### Клімат
Місто знаходиться у зоні, котра характеризується вологим континентальним кліматом з теплим літом. Найтепліший місяць — липень із середньою температурою 18.3 °C (65 °F). Найхолодніший місяць — січень, із середньою температурою -9.4 °С (15 °F).
| Клімат Бозмена          | Клімат Бозмена | Клімат Бозмена | Клімат Бозмена | Клімат Бозмена | Клімат Бозмена | Клімат Бозмена | Клімат Бозмена | Клімат Бозмена | Клімат Бозмена | Клімат Бозмена | Клімат Бозмена | Клімат Бозмена | Клімат Бозмена |
| Показник                | Січ.           | Лют.           | Бер.           | Квіт.          | Трав.          | Черв.          | Лип.           | Серп.          | Вер.           | Жовт.          | Лист.          | Груд.          | Рік            |
| Абсолютний максимум, °C | 15             | 17             | 21             | 26             | 33             | 34             | 37             | 36             | 35             | 28             | 18             | 16             | 37             |
| Середній максимум, °C   | −2             | 1              | 3              | 12             | 18             | 22             | 28             | 27             | 21             | 15             | 6              | 1              | 12             |
| Середня температура, °C | −9             | −5             | −3             | 5              | 10             | 14             | 18             | 17             | 12             | 7              | 0              | −5             | 6              |
| Середній мінімум, °C    | −16            | −12            | −9             | −2             | 2              | 6              | 8              | 8              | 3              | −1             | −7             | −12            | −2             |
| Абсолютний мінімум, °C  | −43            | −38            | −35            | −16            | −9             | −3             | 1              | 0              | −6             | −11            | −37            | −33            | −43            |
| Норма опадів, мм        | 10             | 10             | 20             | 20             | 50             | 50             | 20             | 20             | 20             | 20             | 10             | 10             | 310            |
| Днів з дощем            | 2              | 1              | 3              | 3              | 5              | 6              | 3              | 3              | 4              | 3              | 1              | 1              | 39             |
| Вологість повітря, %    | 68             | 69             | 68             | 59             | 60             | 63             | 54             | 55             | 58             | 63             | 68             | 71             | 63             |
| ----------------------- | -------------- | -------------- | -------------- | -------------- | -------------- | -------------- | -------------- | -------------- | -------------- | -------------- | -------------- | -------------- | -------------- |
| Джерело: Weatherbase    |                |                |                |                |                |                |                |                |                |                |                |                |                |

## Демографія
Згідно з переписом 2010 року, у місті мешкало 37 280 осіб у 15 775 домогосподарствах у складі 6900 родин. Густота населення становила 752 особи/км².  Було 17464 помешкання (352/км²).
Расовий склад населення:
| - 93,6 % — білих - 1,9 % — азіатів - 1,1 % — корінних американців - 0,5 % — чорних або афроамериканців - 0,1 % — вихідців з тихоокеанських островів |

До двох чи більше рас належало 2,1 %. Частка іспаномовних становила 2,9 % від усіх жителів.
За віковим діапазоном населення розподілялося таким чином: 15,7 % — особи молодші 18 років, 76,2 % — особи у віці 18—64 років, 8,1 % — особи у віці 65 років та старші. Медіана віку мешканця становила 27,2 року. На 100 осіб жіночої статі у місті припадало 111,1 чоловіків;  на 100 жінок у віці від 18 років та старших — 112,9 чоловіків також старших 18 років.
Середній дохід на одне домашнє господарство  становив 62 513 долари США (медіана — 45 729), а середній дохід на одну сім'ю — 88 586 доларів (медіана — 69 356). Медіана доходів становила 40 249 доларів для чоловіків та 34 104 долари для жінок. За межею бідності перебувало 20,1 % осіб, у тому числі 10,0 % дітей у віці до 18 років та 5,9 % осіб у віці 65 років та старших.
Цивільне працевлаштоване населення становило 23 659 осіб. Основні галузі зайнятості: освіта, охорона здоров'я та соціальна допомога — 29,2 %, роздрібна торгівля — 14,0 %, мистецтво, розваги та відпочинок — 13,6 %.